# Lauren Postigo
Laureano Postigo Palomo, conocido como Lauren Postigo (Nerva, Huelva, 22 de marzo de 1928 - Madrid, 9 de diciembre de 2006) fue un crítico musical español, presentador e impulsor de la copla andaluza.

## Biografía
Lauren Postigo abandonó su pueblo para licenciarse en idiomas en la Universidad de la Sorbona. No solo París fue testigo de la energía del nervense, tras finalizar sus estudios se trasladó hasta Londres y, allí fue, donde comenzó su compromiso y exaltación de la cultura española. A contracorriente, Postigo apostó por el género coplero en un momento en el que no estaba bien visto en la sociedad española y se apoyó en los medios de comunicación para crear una muralla infranqueable alrededor del flamenco y descubrir a importantes personalidades que han sido referentes del mundo del cante.
Fue famoso en los años 70 por dirigir y presentar la serie Cantares (1978-1979) en TVE, grabada en el tablao Corral de la Pacheca. En ese espacio tuvo entrevista con las mejores voces de la canción española, como Concha Piquer, Maruja Díaz, Rocío Jurado, Juana Reina, Estrellita Castro, Rafael Farina, Marifé de Triana, Lola Flores, Gracia de Triana, Gracia Montes, y personajes que iniciaban su carrera profesional, como Isabel Pantoja.
Posteriormente trasladó el programa a la radio en la COPE, con emisión diaria, en el que se hacía altavoz de todo lo relacionado con la copla. Era famosa la sintonía de su programa, "Suspiros de España".
Volvió a televisión en los años 1990, primero en el concurso Puerta a la fama (1996-1997), de Telemadrid, junto a Juanma López Iturriaga y Elsa Anka, y después como miembro del jurado de los programas de descubrimiento de jóvenes talentos Lluvia de estrellas y Menudas estrellas, ambos presentados por Bertín Osborne.
Descubridor de nuevos talentos y autor de varias canciones (entre las que destaca sobremanera "La Ramona"), su último trabajo fue Alberti por bulerías 2004, álbum que difunde el flamenco y los poemas de Rafael Alberti.
Su última película antes de fallecer, estrenada ese mismo año 2006, fue Los managers, donde se interpretaba a sí mismo.
Casado en primeras nupcias con la bailaora Carmen Salazar La Camboria, tuvieron un hijo, fallecido en accidente de tráfico; posteriormente se casaría en Sudáfrica con la también artista Yolanda Mora, 44 años más joven que el propio Lauren, mediante dos ritos (uno de ellos, el rito zulú).
Falleció en Madrid, su último lugar de residencia, el 9 de diciembre de 2006, de un ataque al corazón (infarto), a la edad de 78 años, fue incinerado y sus cenizas reposan en el Cementerio de la Almudena en Madrid.
Compuso canciones para la película de Carlos Saura Deprisa, deprisa. En  Huelva escribió letras de fandangos muy conocidos a los Hermanos Toronjo.